# Червената лисица
Вождът Червената лисица  (лакота: Tokála Luta, известен също като Вождът Уилям Ред Фокс; на английски: Red Fox; 11 юни 1870 г. – 1 март 1976 г.) е оглала лакота сиукс изпълнител, актьор и защитник на правата на индианците сиукси, роден в Индиански резерват „Пайн Ридж“ в територията на Южна Дакота, САЩ. Той е племенник на известния военен лидер на сиуксите, Лудия кон. Вождът Уилям Ред Фокс е смятан за авторитет в историческото клане в Литъл Бигхорн. Той често си спомня деня през 1876 г., когато 4000 от хората му напускат територията на Дакота към долината на Литъл Бигхорн в Монтана на лов за биволи. Казва, че е изоставен с жените, децата и старците на 10 мили от мястото, където отрядът на генерал Джордж Къстър е бил убит.

## Участие в шоуто „Дивият запад“ на Бъфало Бил
През 1893 г. полковник Уилям Фредерик Коди, по-известен като Бъфало Бил, посещава резервата Пайн Ридж, за да наеме индианци като изпълнители в своето шоу за Дивия запад. Той се среща с Вожда Ред Фокс и го моли да се присъедини към групата от изпълнители, които трябва да се появят на Световното Колумбийско изложение през 1893 г., известно още като Световния панаир в Чикаго. Вождът Червената лисица е помолен да служи като преводач и да „отговаря“ за местните американци, които са в трупата. Вождът се съгласява и работи за Бъфало Бил в продължение на много години не само като преводач, но и като актьор в шоуто. През 1905 г. вождът Червена лисица „скалпира“ крал Едуард VII в сцена на обир на дилижанс в представление на дивия запад в Лондон.

## ВМС на САЩ
Вождът Уилям Ред Фокс служи във военноморските сили на САЩ по време на Испаноамериканската война и Боксерското въстание.